# فرح صرافة
فرح صرّافة شاعرة وباحثة وأستاذة عربية أمريكية مقيمة في مانهاتن. اشتهرت كشاعرة وناشطة ثقافية. وهي من أصل فلسطيني وكلداني.

## سيرتها
ولدت لأم فلسطينية وأب كلداني، تشكل مواضيع ما بعد الاستعمار والاحتلال وحقوق الإنسان أساس بحثها ونشاطها. وصفت صرافة نشأتها بـ «نشأة عراقية في الولايات المتحدة». تستعرض قصيدتها «بنية متوسطية: ظلال شرقية فوق سراب غربي» هويتها كابنة لأم مسلمة فلسطينية وأب عراقي مسيحي، وتصور سفرها لأوروبا في الصيف وحدها.
نشر بحثها الأكاديمي البارز حول الشتات الشمال أفريقي-الفرنسي «إعادة كتابة القومية الجزائرية من خلال خطاب المرأة» من قبل مطبعة جامعة كاليفورنيا سانتا كروز في عام 2006. وفازت صريفة بجائزة هوبوود الخاصة بمارجوري رابابورت عن قصيدتها «زيتون». ظهرت قصائدها -التي تشمل «تين فلسطين» (والتي نُشرت لأول مرة في أرابيسك)، و«دع الأرض تختار»، و«الحرب»، و«البحر الميت»، و «دم، ورمل، ودموع صبي صغير»- في العديد من المجلات، والمختارات والكتب المدرسية. ألهمها كتاب إدوارد سعيد عن الاستشراق ودراسات ما بعد الاستعمار والأدب المقارن، وعملت تحت إرشاده في جامعة كولومبيا للحصول على درجة الماجستير. وهي الآن أستاذة في الآداب واللغات الحديثة في جامعة بيس.
ظهرت قصائدها في منشورات مثل مجلة «الصعود الطموح» و«أفاتار ريفيو» و مجلة «فريغ» و «ليتشفيلد ريفيو» و«احتفال» و«فوليات أوك» و«دياغرام» و«ميديترينيان» و«تابلت ريفيو» و«أصوات في وقت الحرب». بعد عمل فرح صرافة ككاتبة عمود في صحف ومجلات مثل «بلاكبوك» و«آرت فيوز» و«غرين آند سيف» و«فيليج فويس» و «إن واي آرت بيت» وغيرها، قررت تأسيس مجلة «فراكتيل كلتشر». استناداً إلى رأيها القائل بأن «الثقافة كُسُورية (Fractyl بالإنجليزية)»، ووصفت المجلة بأن «خطوطها المختلفة تتجه لحنيًا إلى الأدب والسفر والفن والموضة والصحة والعرق والموسيقى». وتسلط المجلة الضوء على رواد الثقافة، وأحداث السجادة الحمراء والحركات الشعبية.

## من أعمالها
- التشويه والرغبة (شعر)، 2006.[19]
- إعادة كتابة القومية الجزائرية من خلال خطاب المرأة في رواية آسيا جبار «الفنتازيا»، جامعة كاليفورنيا سانتا كروز، 2006.[20]

## الجوائز والتقدير
حازت صرافة على منحة من المعونة الطلابية الفيدرالية للكتابة الصيفية، وجائزة مارجوري رابابورت. كما حصلت على المركز الثاني في "مسابقة Chistell للكتابة" عن عملها الأدبي «لأخي» وحصلت على جائزة هوبوود عن قصيدتها «الزيتون».